# Hornblåsaren 6

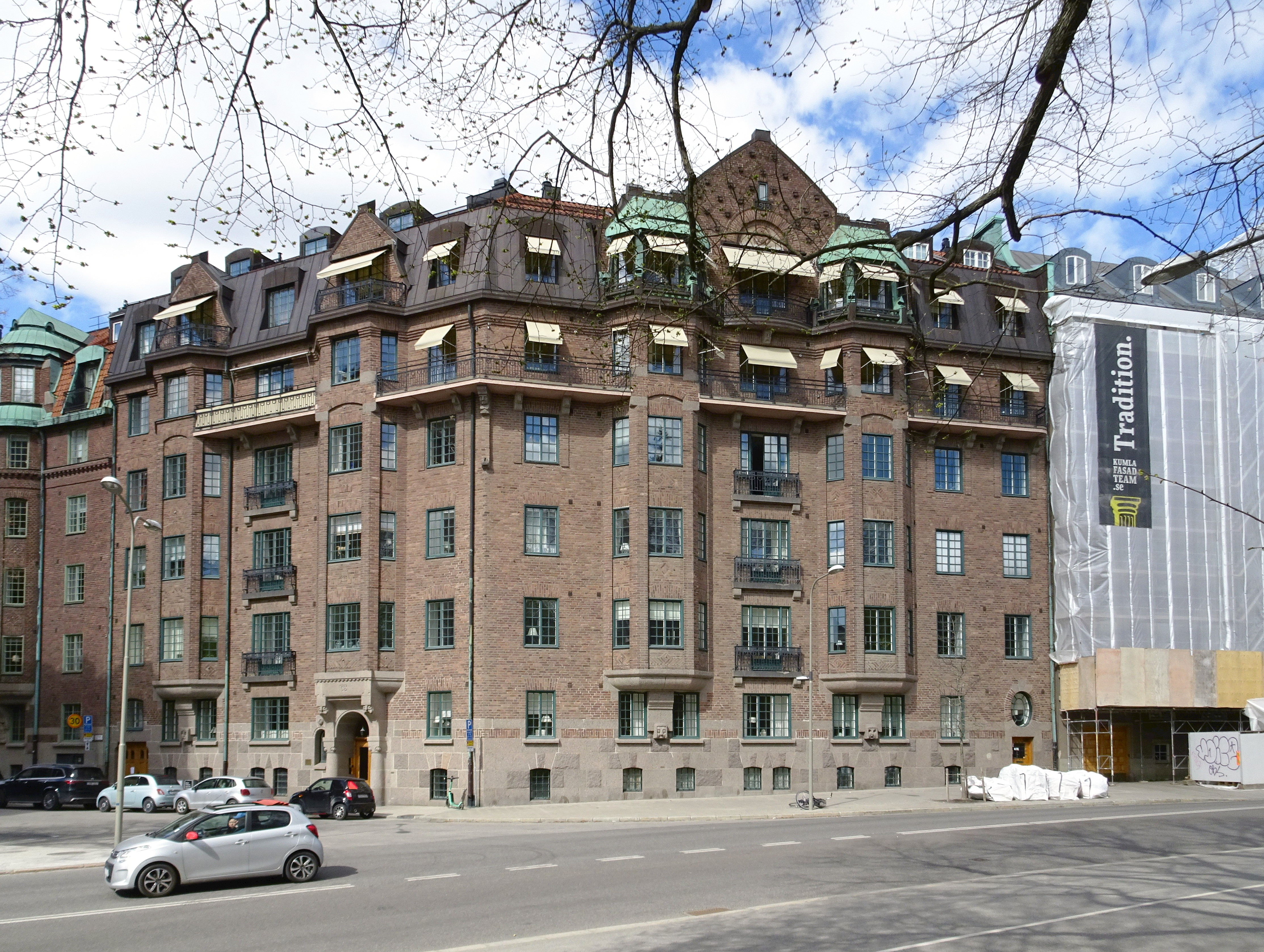
Hornblåsaren 6, till vänster skymtar Hornblåsaren 7, maj 2022.

Hornblåsaren 6 är en kulturhistoriskt värdefull fastighet i kvarteret Hornblåsaren i hörnet Strandvägen 63 / Ulrikagatan på Östermalm i Stockholm. Byggnaden uppfördes 1912–1913 av Frithiof Dahl efter ritningar av arkitekt Folke Zettervall och är grönmärkt av Stadsmuseet i Stockholm vilket betyder "särskilt värdefull från historisk, kulturhistorisk, miljömässig eller konstnärlig synpunkt". Zettervall och Dahl stod även bakom grannhuset Hornblåsaren 7 som uppfördes samtidigt och har vissa exteriöra likheter med Hornblåsaren 6. Även den fastigheten är grönmärkt av Stadsmuseet.

## Bakgrund

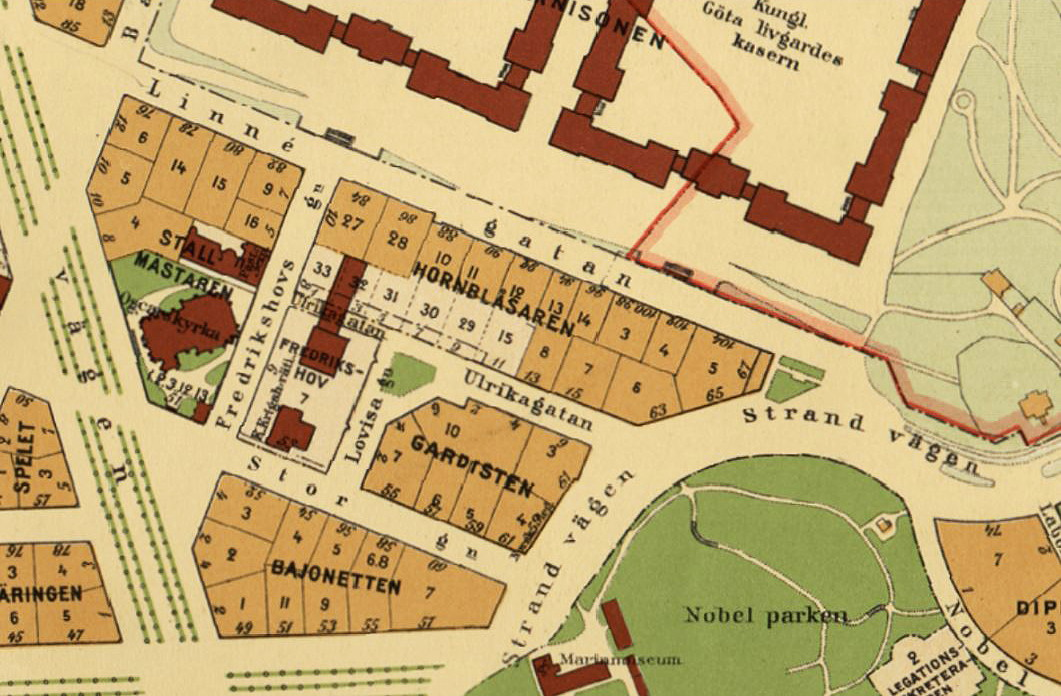
Hornblåsaren på 1930-talet.

Tidigare låg här storkvarteret Terra Nova större som hade sitt namn efter skeppsvarvet Terra Nova. I slutet av 1800-talet bildades på en mindre del av Terra nova större (motsvarande Svea livgardes kaserner) kvarteret Trumman som i sin tur blev platsen för kvarteren Gardisten och Hornblåsaren. Kvartersnamnet Hornblåsaren  minner om forna tiders revelj på Svea livgardes domäner från 1800-talet. 
Idag existerar ett 60-tal kvartersnamn med militär anknytning som återspeglar den långa militära epoken på Östermalm. Hornblåsaren, belägen strax öster om Fredrikshov, är det ostligaste av Strandvägskvarteren och fick sin nuvarande bebyggelse först på 1910- och 1920-talen sedan större delen av Fredrikshovs byggnaderna rivits. Före 1914 ingick denna del av Strandvägen i Kavallerivägen som då bytte namn till Strandvägen och förlängdes förbi Diplomatstaden fram till Djurgårdsbrunnsvägen.

## Byggnadsbeskrivning

### Exteriör

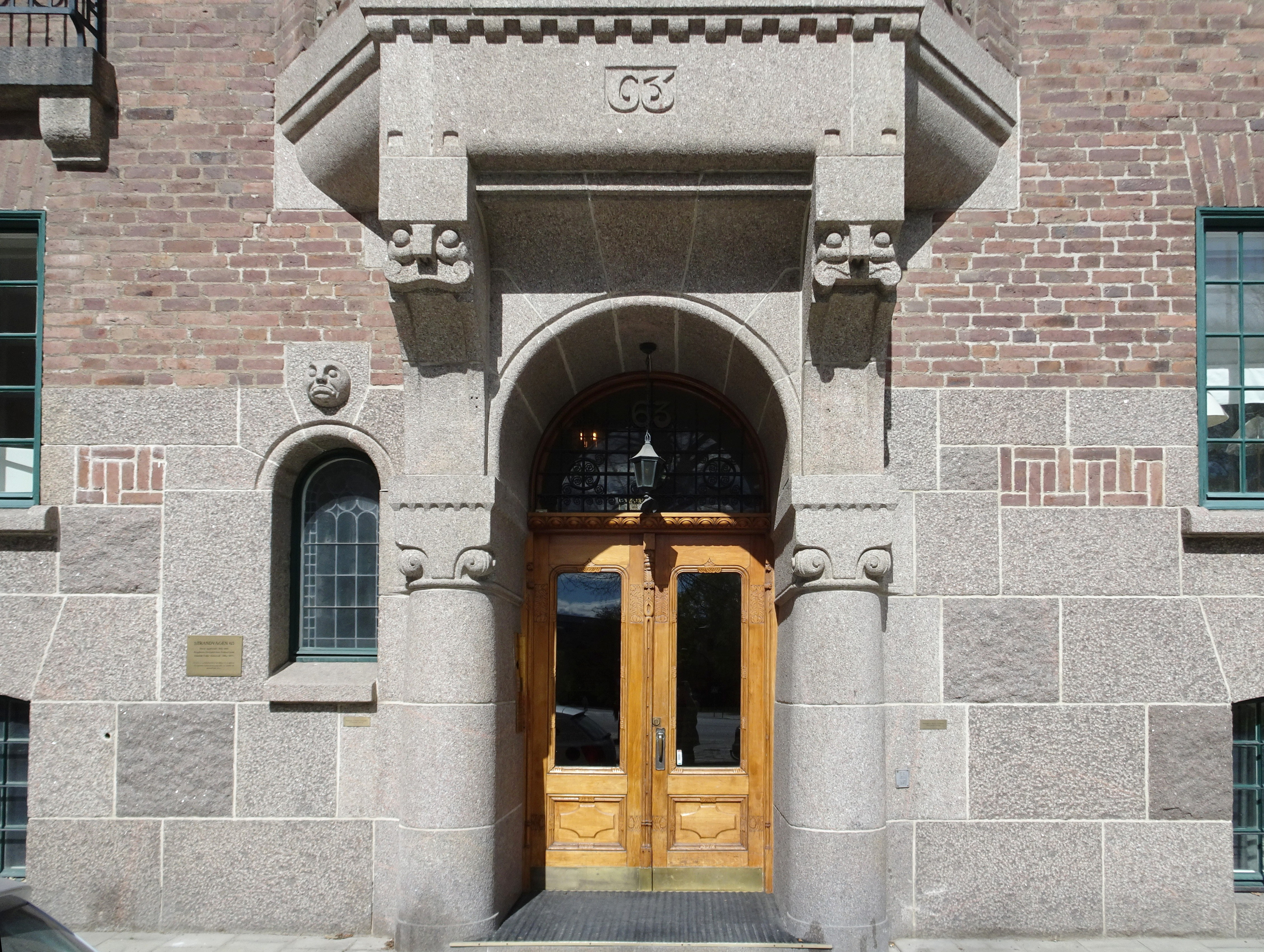
Entréporten.

Hörntomten vid Strandvägen / Ulrikagatan mittemot Nobelparken förvärvades 1912 av byggmästaren Frithiof Dahl som även kom att uppföra huset. Dahl var av Murmestare Embetet godkänt murmästare och stod som huvudentreprenör bakom flera av Stockholms välkända byggnader, bland dem Kungliga Dramatiska Teatern, Stockholms stadshus och PUB:s varuhus vid Hötorget. Till arkitekt anlitade han Folke Zettervall som var chefsarkitekt vid Statens Järnvägars arkitektkontor 1895–1930 men även ritade några privata bostadshus. Planritningarna är signerade Frithiof Dahl 1912 medan fasadritningarna bär Zettervalls namnteckning, viket tyder på att Zettervall gestaltade fasaderna medan Dahl stod för lägenheternas planlösning.
Gatufasaden utfördes i mönstermurat mörkrött tegel och en hög sockel av granit. Arkitekturen är sen jugendstil i övergången till 1920-talsklassicism och med inslag av modernism. Burspråken, två på varje fasaddel mot gatan, är fyra våningar höga och avslutas ovanför taket med balkonger och frontoner. Under burspråken märks var sin maskaron visande stiliserade fantasiansikten huggna i granit. Mot Strandvägen reser sig en hög gavelfronton med dekorativ valvbåge i tegel och årtalet 1913 (byggnadens färdigställande). På våning fem bildar balkongerna ett hophängande band längs med hela fasaden medan övriga balkonger är grunda franska balkonger som anordnades som dekorativa element mellan burspråken. 
Huvudentrén placerades rakt under ett av burspråken närmast hörnet. Portalen är av finhuggen granit med en rad dekorativa utsmyckningar. Porten är av skulpterat trä och drogs djupt in i fasaden med ett välvt, glasat överstycke.

Fasaddetaljer
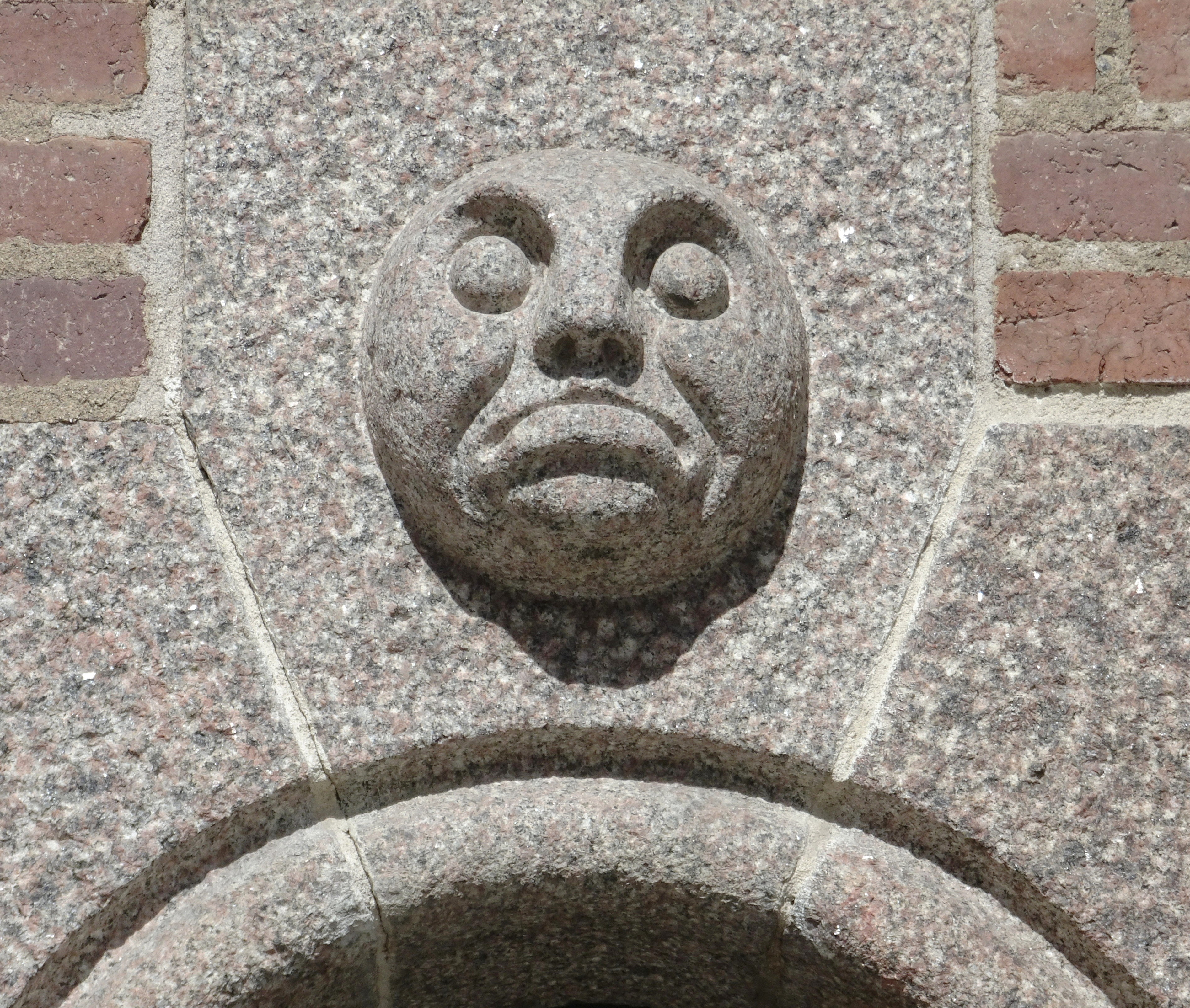
Maskaron vid entrén.
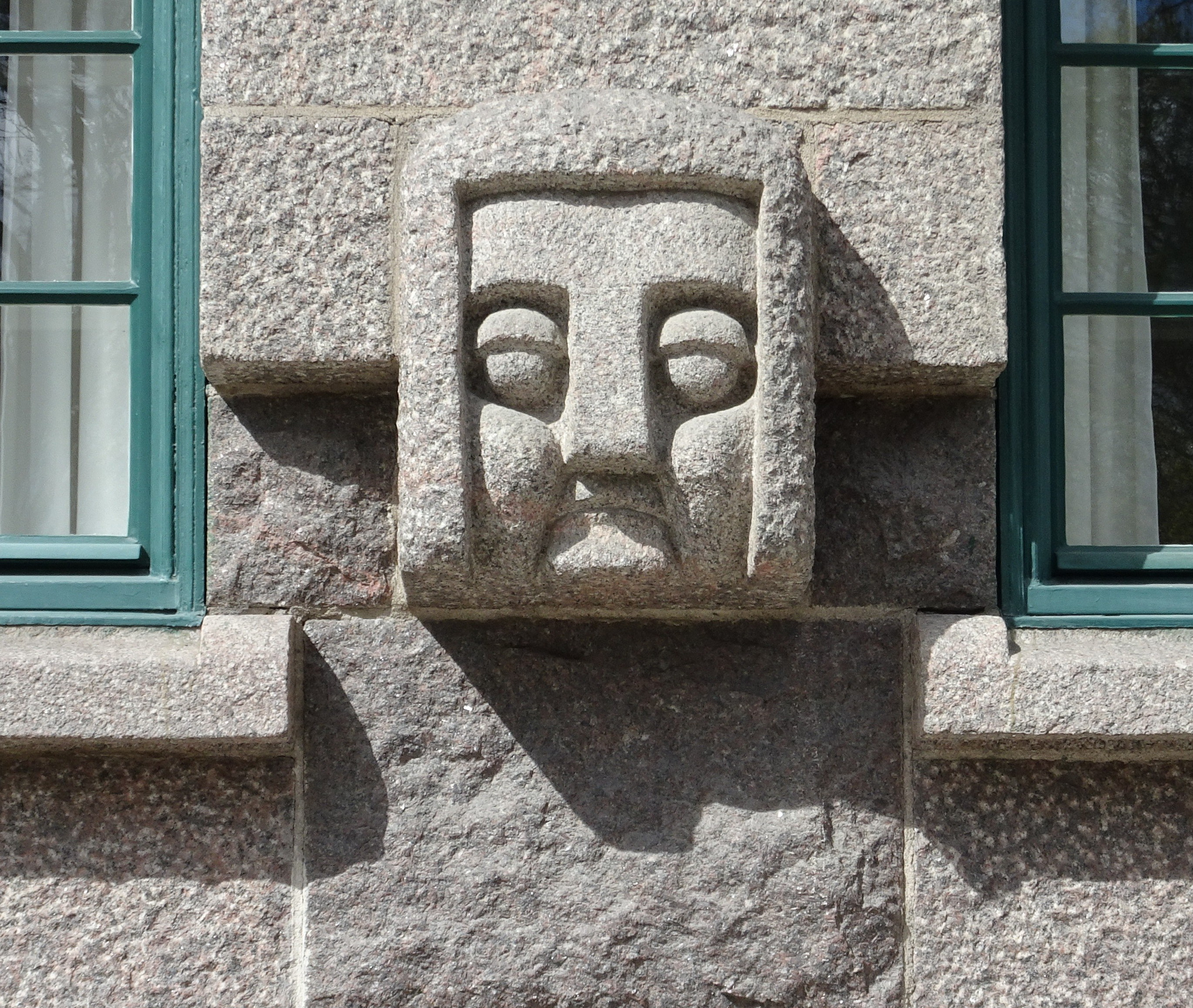
Maskaron mot Strandvägen.
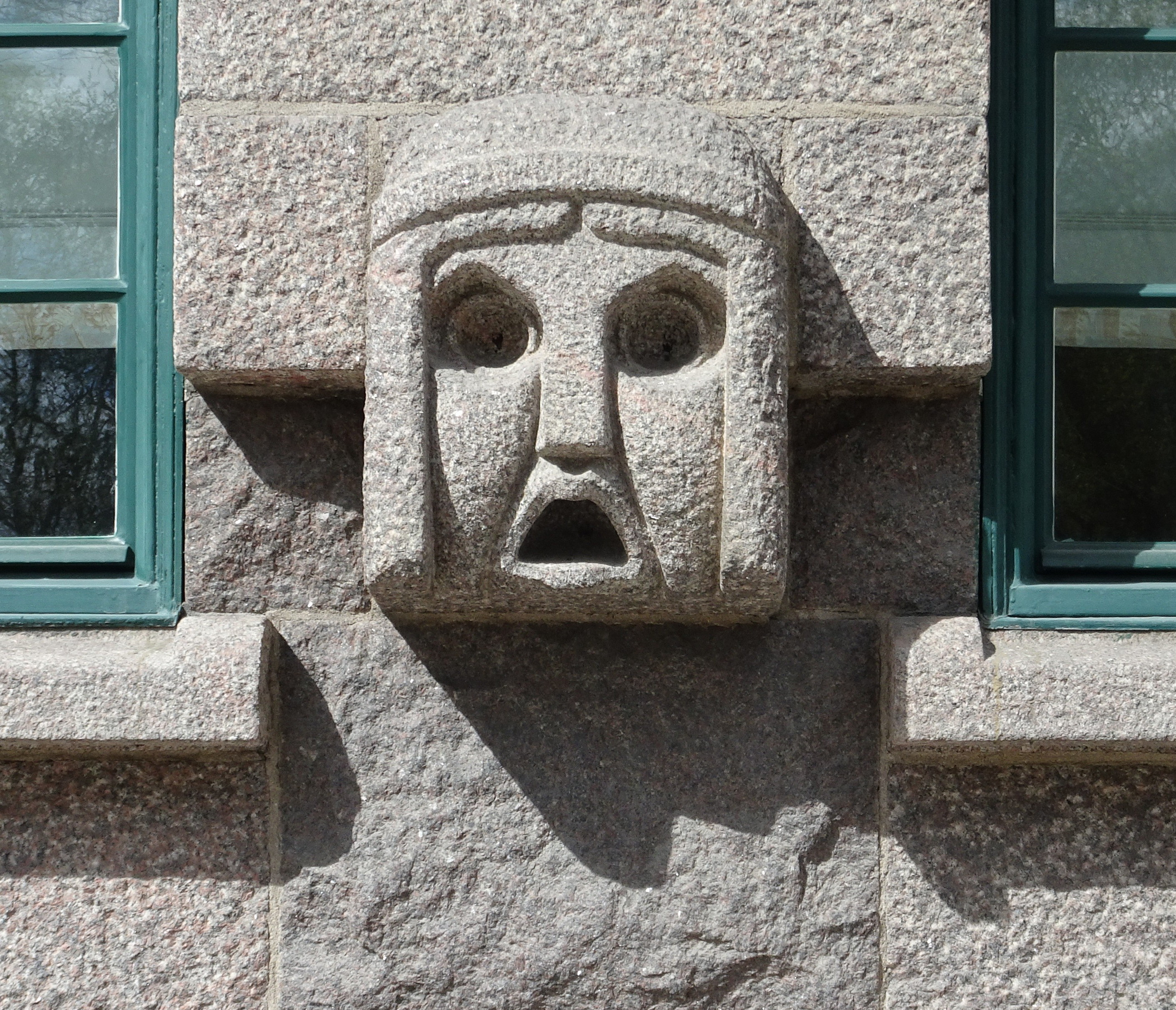
Maskaron mot Strandvägen.
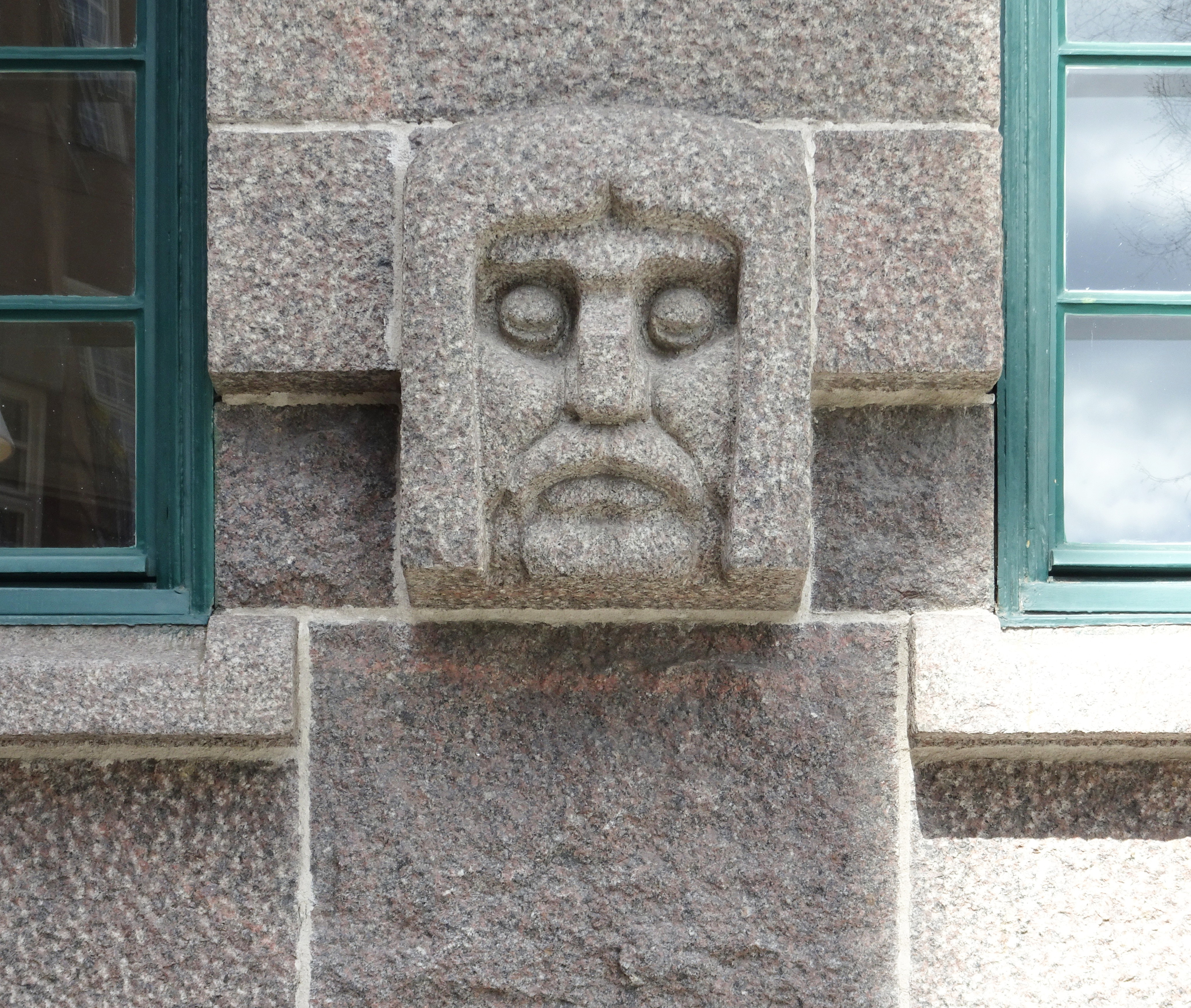
Maskaron mot Ulrikagatan.

### Interiör

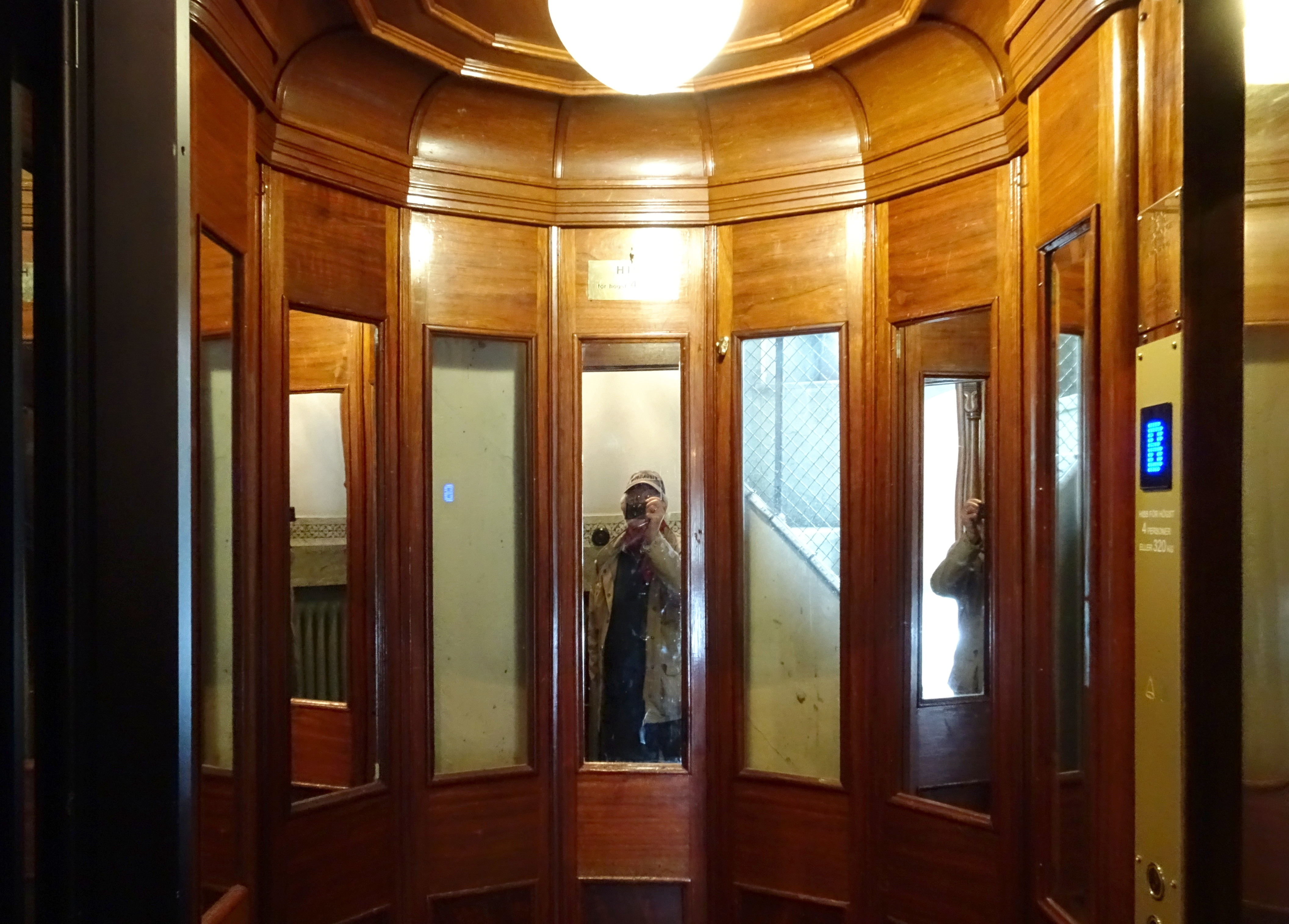
Hisskorgen.

Innanför entrédörren möts besökaren av golv och trappsteg av vit marmor och kolmårdsmarmorklädda väggar samt ett tunnvälvt tak med målad ornamentik i form av akantusspiraler. I trapphallens tak finns ornamentik som i entrén. En hiss av fabrikat Luth & Roséns Elektriska fanns redan från början. Den träklädda hisskorgen med speglar är i originalskick. Hissburens väggar utfördes av järnsmide i böljande nätverk. Hissdörrarna är försedda av en fris med utstansade djurmotiv.
Trapphusfönstren har mässingslistinfattade glasmålningar och dekorativ målning i smygarna. I trapphuset och på samtliga vilplan målades väggarna i stucco lustro med bård i sgraffito och balkkonsoler i form av maskaroner. Lägenhetsdörrarna är inramade av kolmårdsmarmor med en tympanon, som pryds av en medaljong i brons med djurmotiv.
Den ursprungliga lägenhetsfördelningen var två stora bostäder per våningsplan, den västra om nio rum och kök och den östra om sju rum och kök. Där ingick en stor hall, rum för tjänstefolk (jungfrukammare), serveringsgång, badrum med intilliggande toilettrum och separat WC. Köksregionen nåddes via var sin kökstrappa från innergården. På bottenvåningen, intill entrén, fanns en liten portvaktslägenhet om ett rum och kök. Via ett fönster ut till entréhallen kunde han inse entréhallen. I källarvåningen fanns ursprungligen lägenhetsförråd, pannrum, kolrum, tvättstuga, stryk- och mangelrum samt ett bilgarage med verkstad. 1987 inreddes vinden med två lägenheter. Under årens lopp moderniserades kök och badrum, för övrigt skedde inga större förändringar.

Entré och trappa
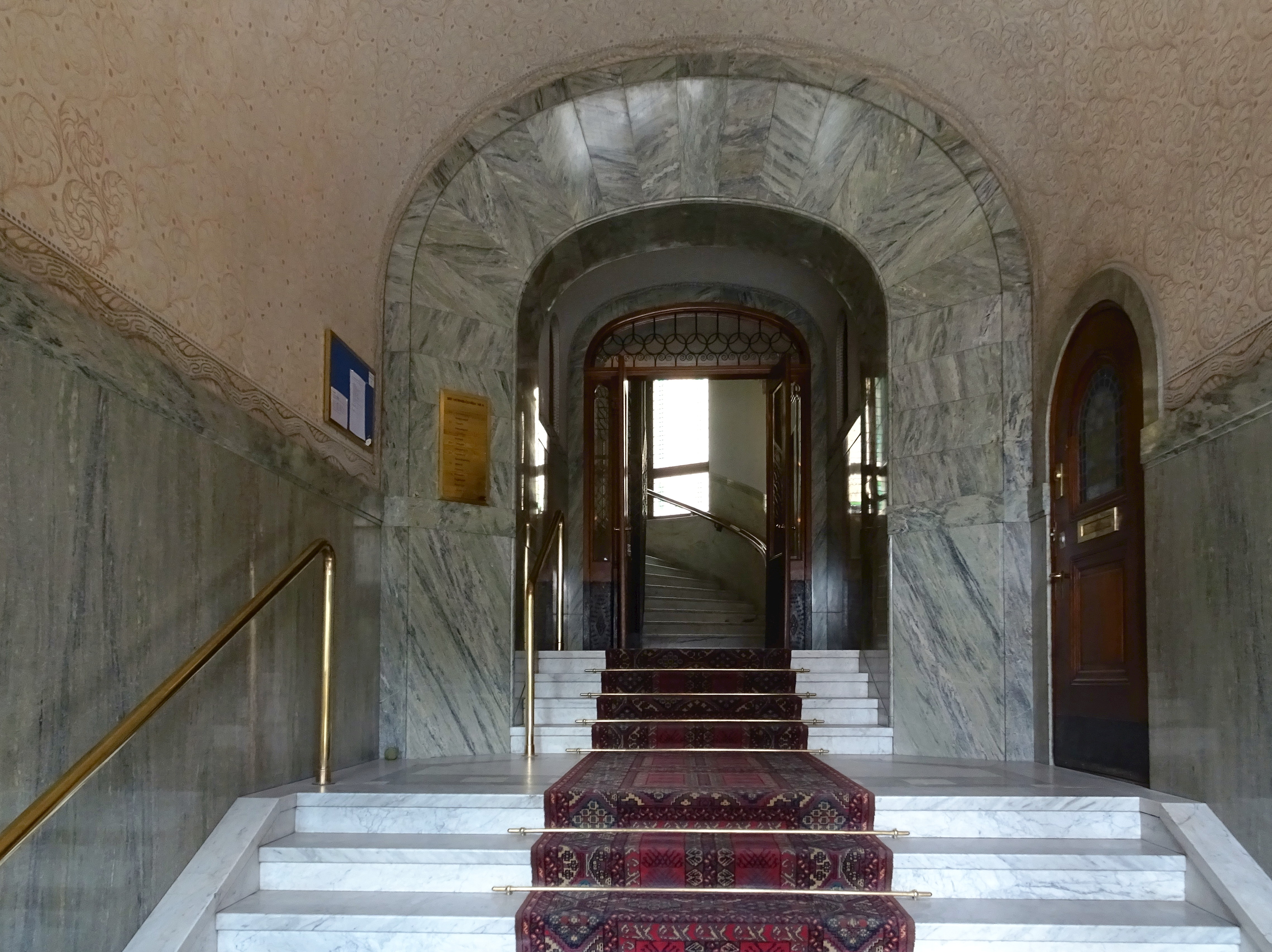
Entré.
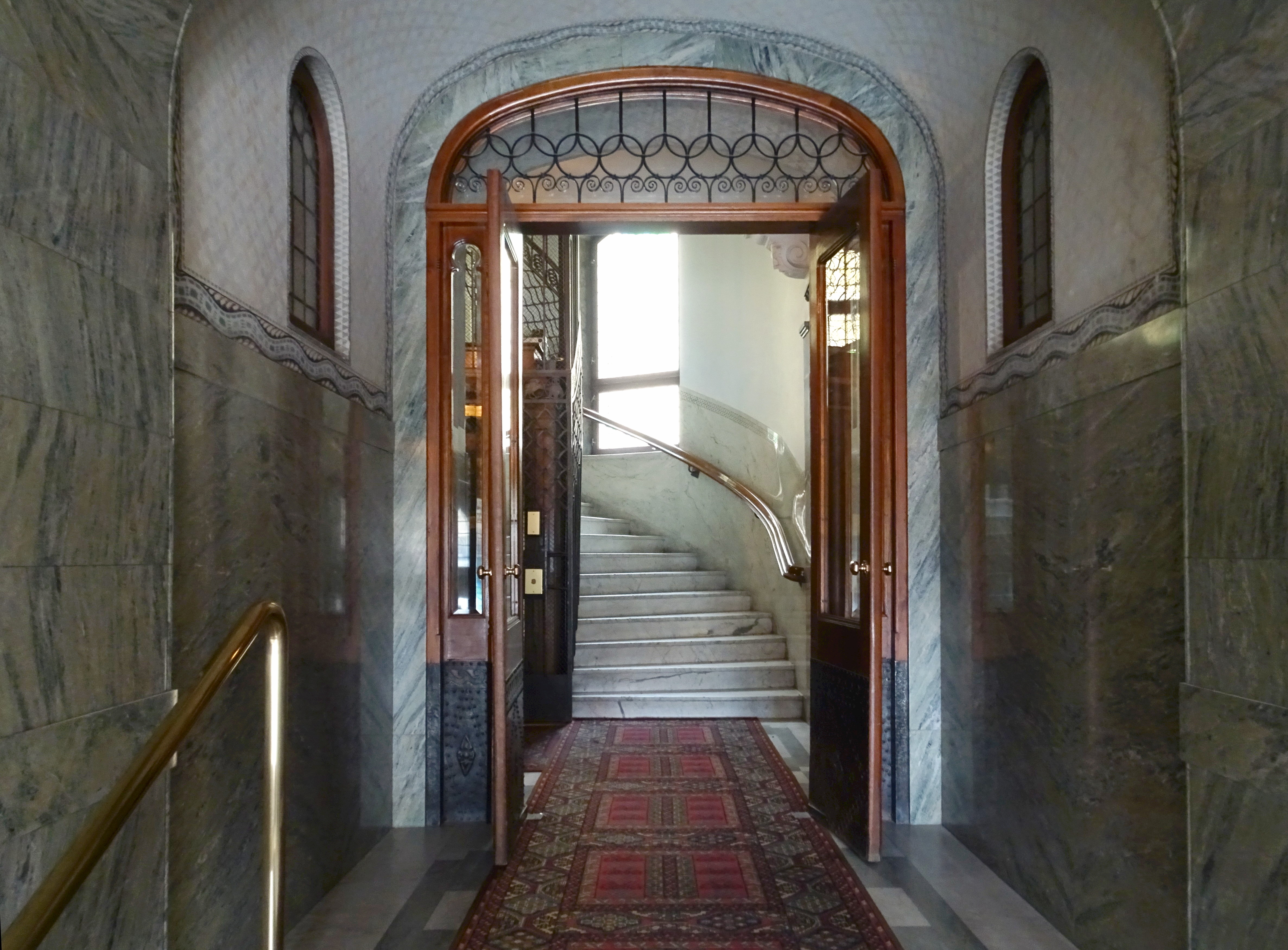
Trapphall.
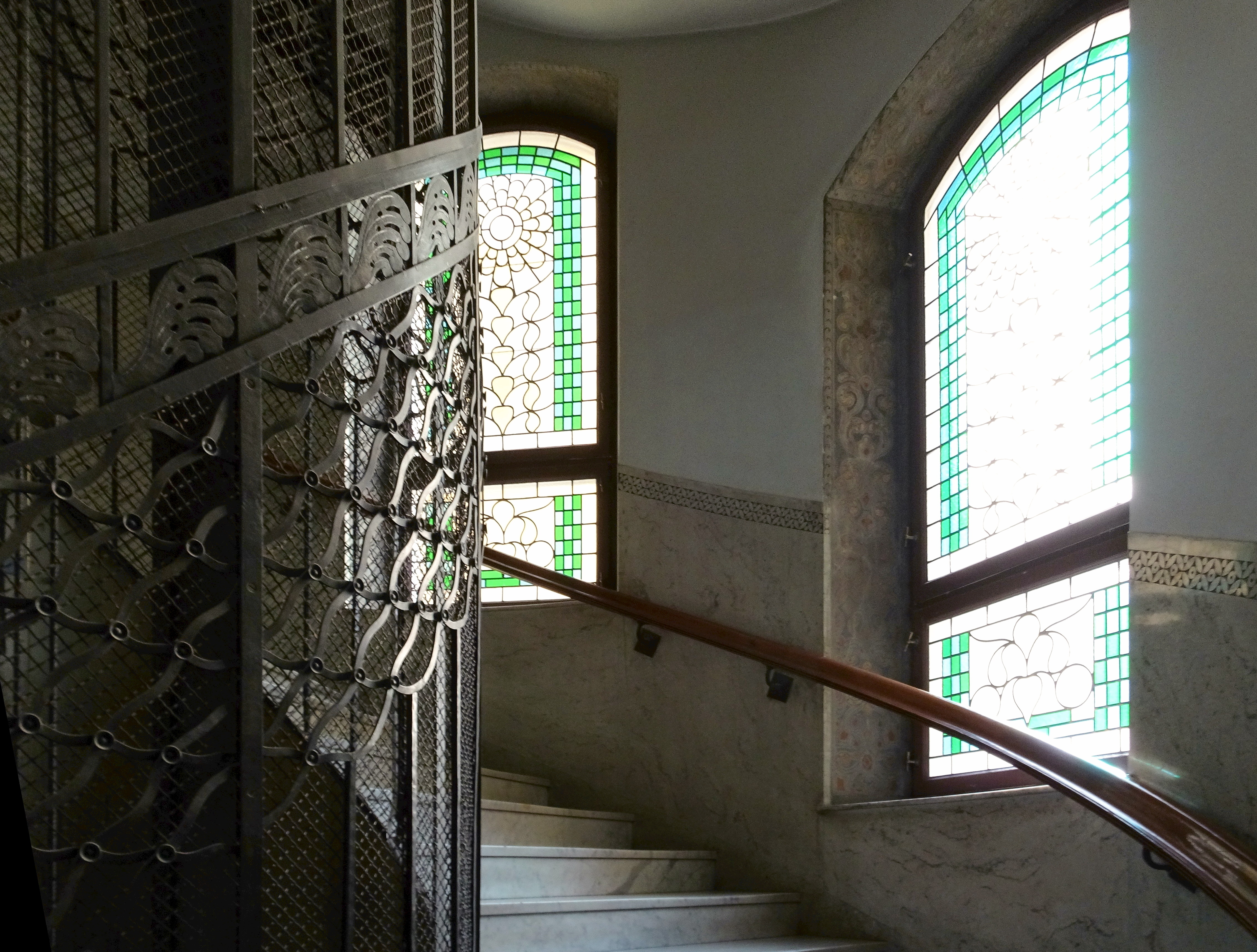
Trappa.
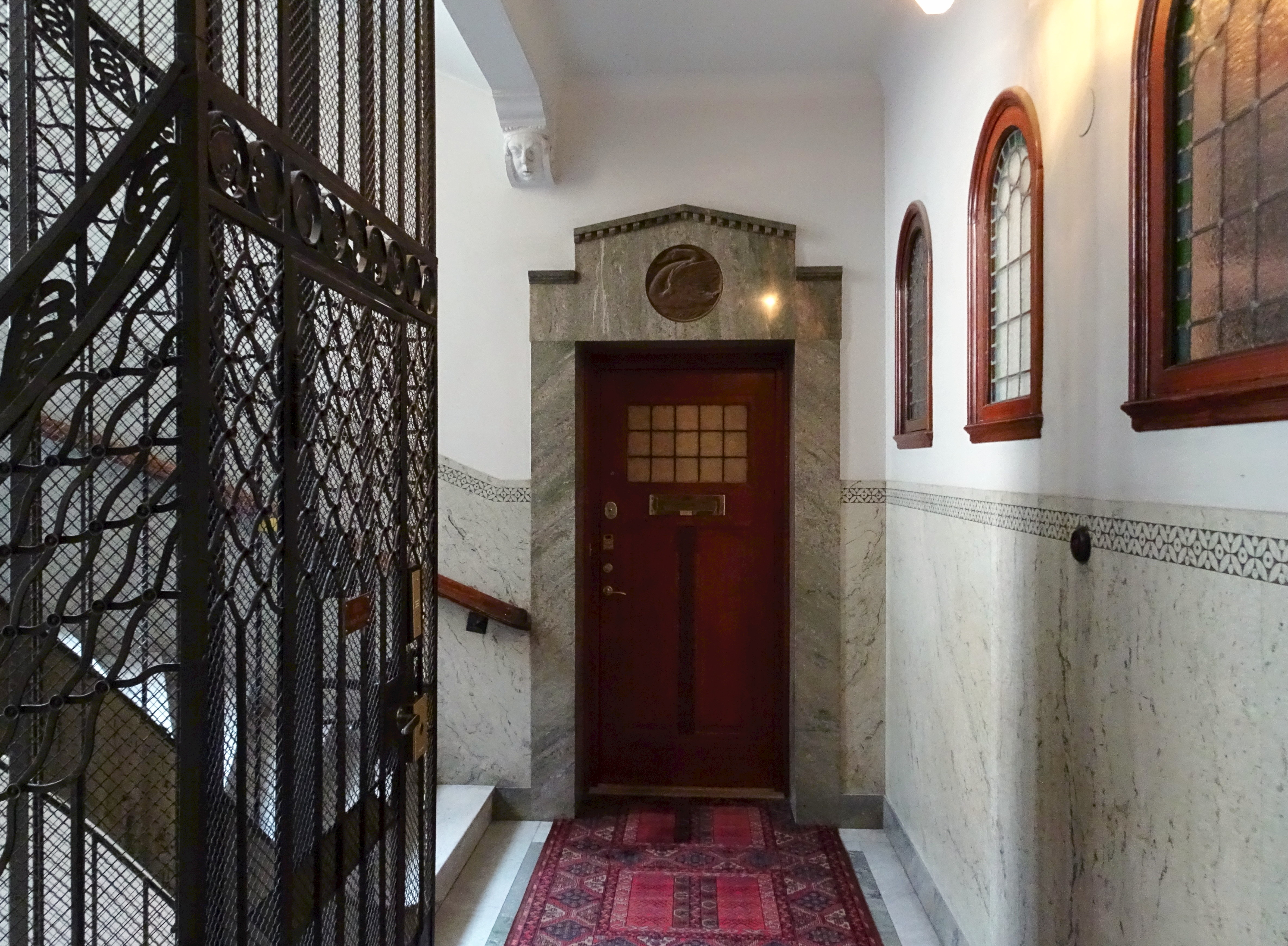
Våningsplan.

## Ägare och boenden
År 1915 uppger Stockholms adresskalender byggmästaren Frithiof Dahl som fastighetsägare. Bland hyresgästerna fanns samma år bokförläggaren Åke Bonnier och politikern Carl Gripenstedt. 1919 hade Dahl sålt Hornblåsaren 6 tillsammans med grannhuset Hornblåsaren 7 till konsul Thorsten Roberg som 1926 fortfarande uppges som ägare. Roberg bodde dock inte i huset utan på gården Beateberg i Rö socken som han ägde mellan 1916 och 1934. Bonnier flyttade 1927 till närbelägna Villa Bonnier i Diplomatstaden.  
Idag (2022) ägs fastigheten av bostadsrättsföreningen Hornblåsaren 6 som bildades 1983. Föreningen har 15 lägenheter med storlekar mellan 34 och 309 m². De största lägenheterna värderas till omkring 70 miljoner kronor. 2021 såldes en lägenhet om 6 rum och kök (190 m²) för 25 miljoner kronor.

## Originalritningar från 1912

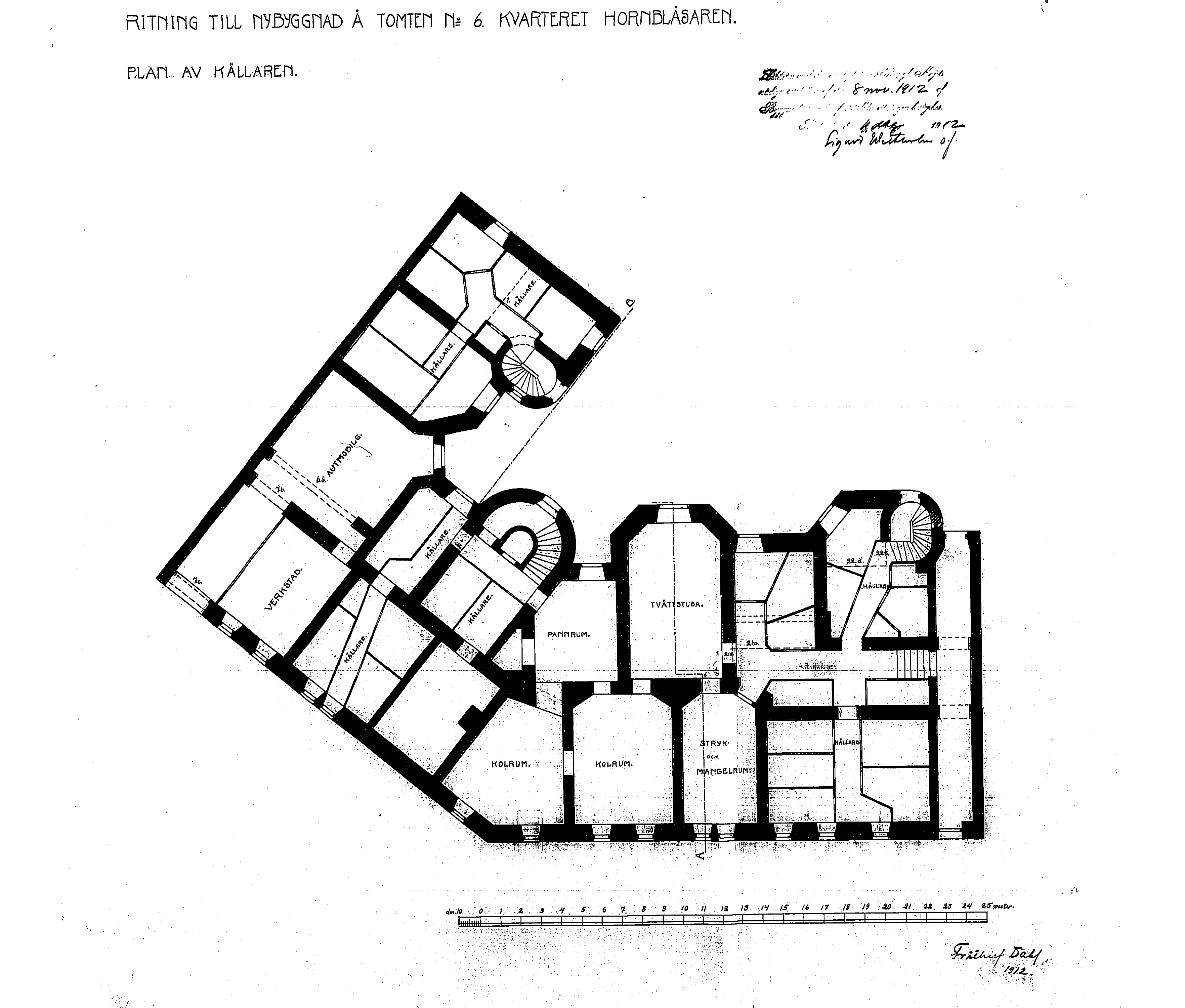
Källarvåning.
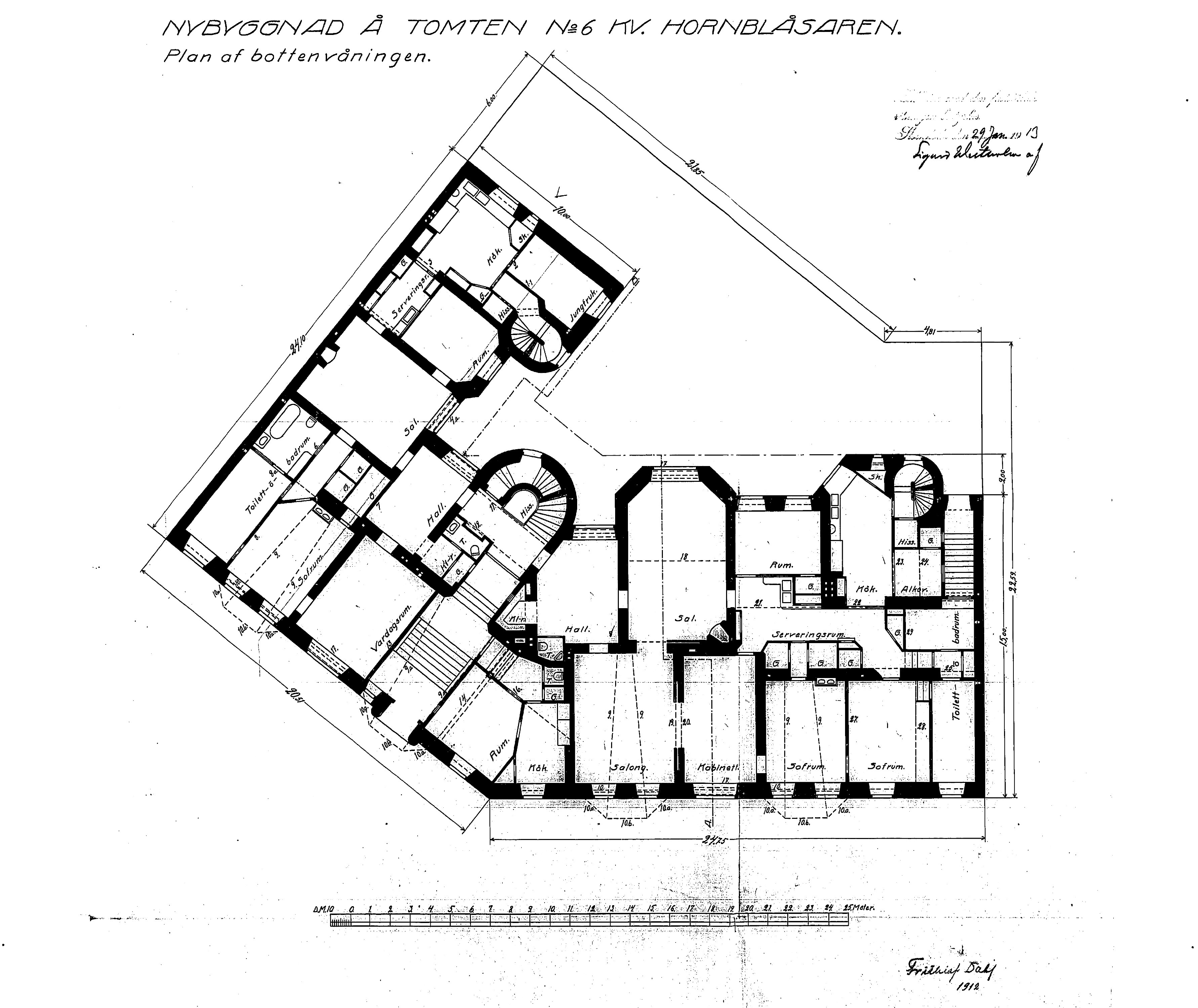
Bottenvåning.
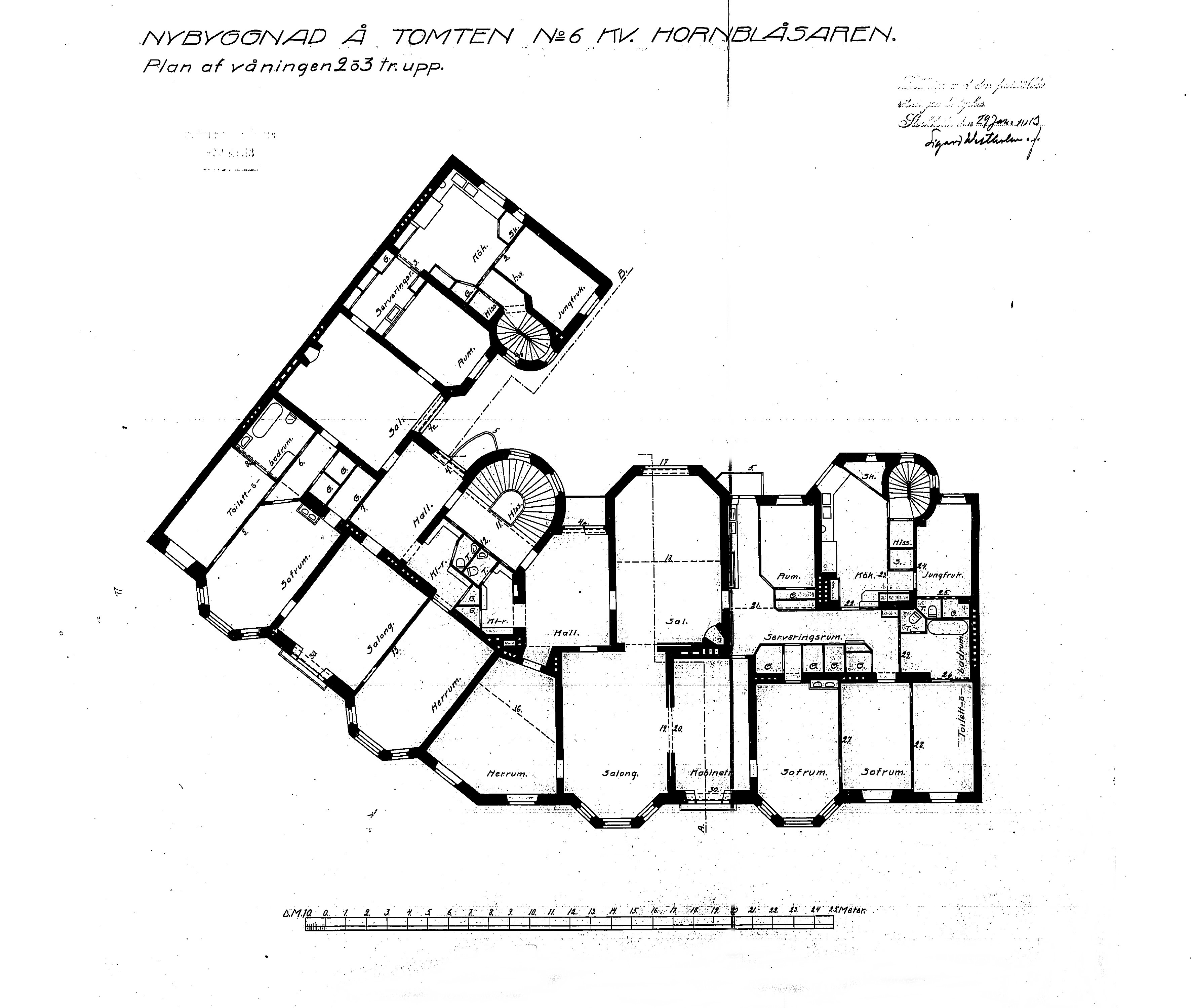
Våning 2-3 trappor.
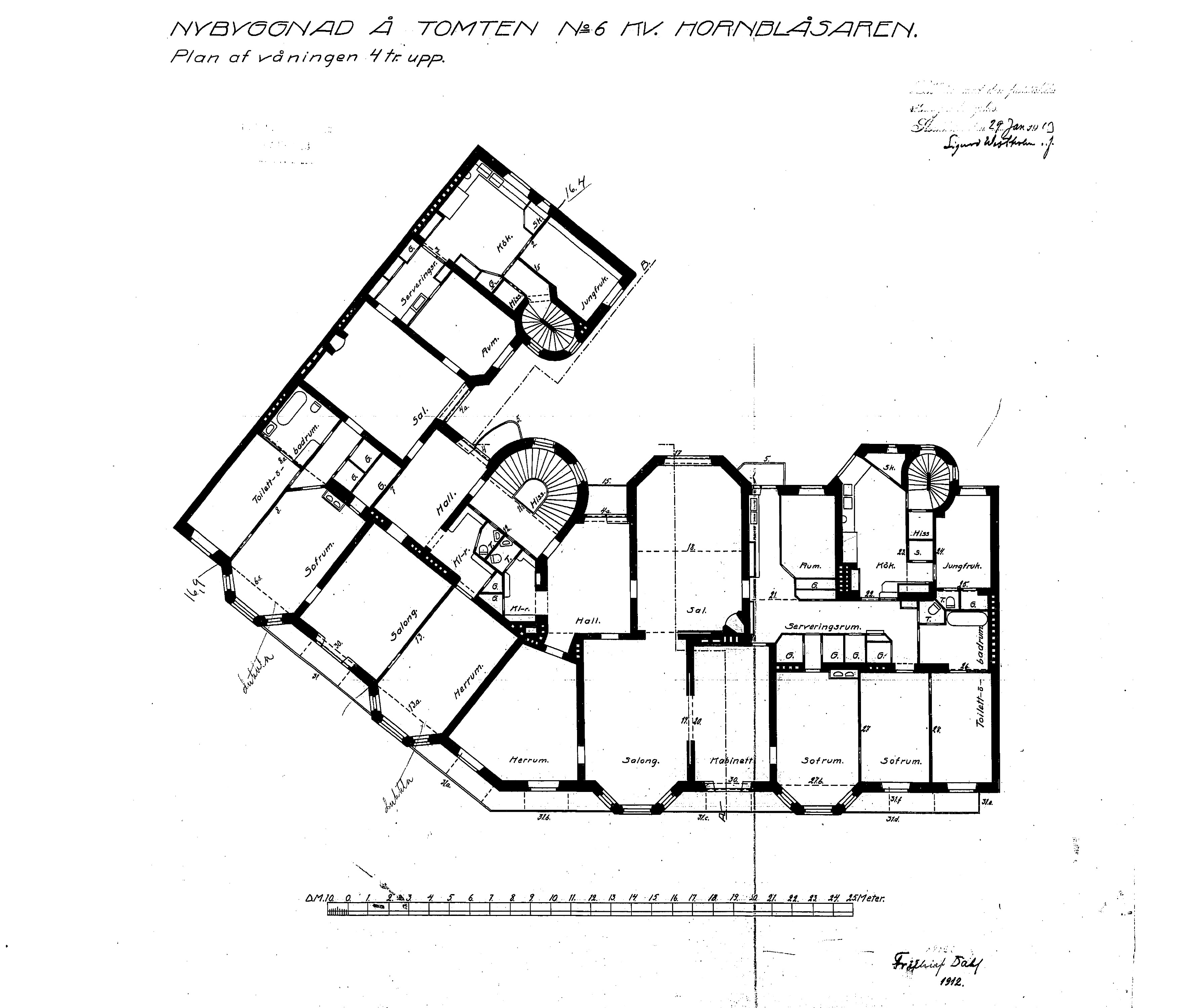
Våning 4 trappor.
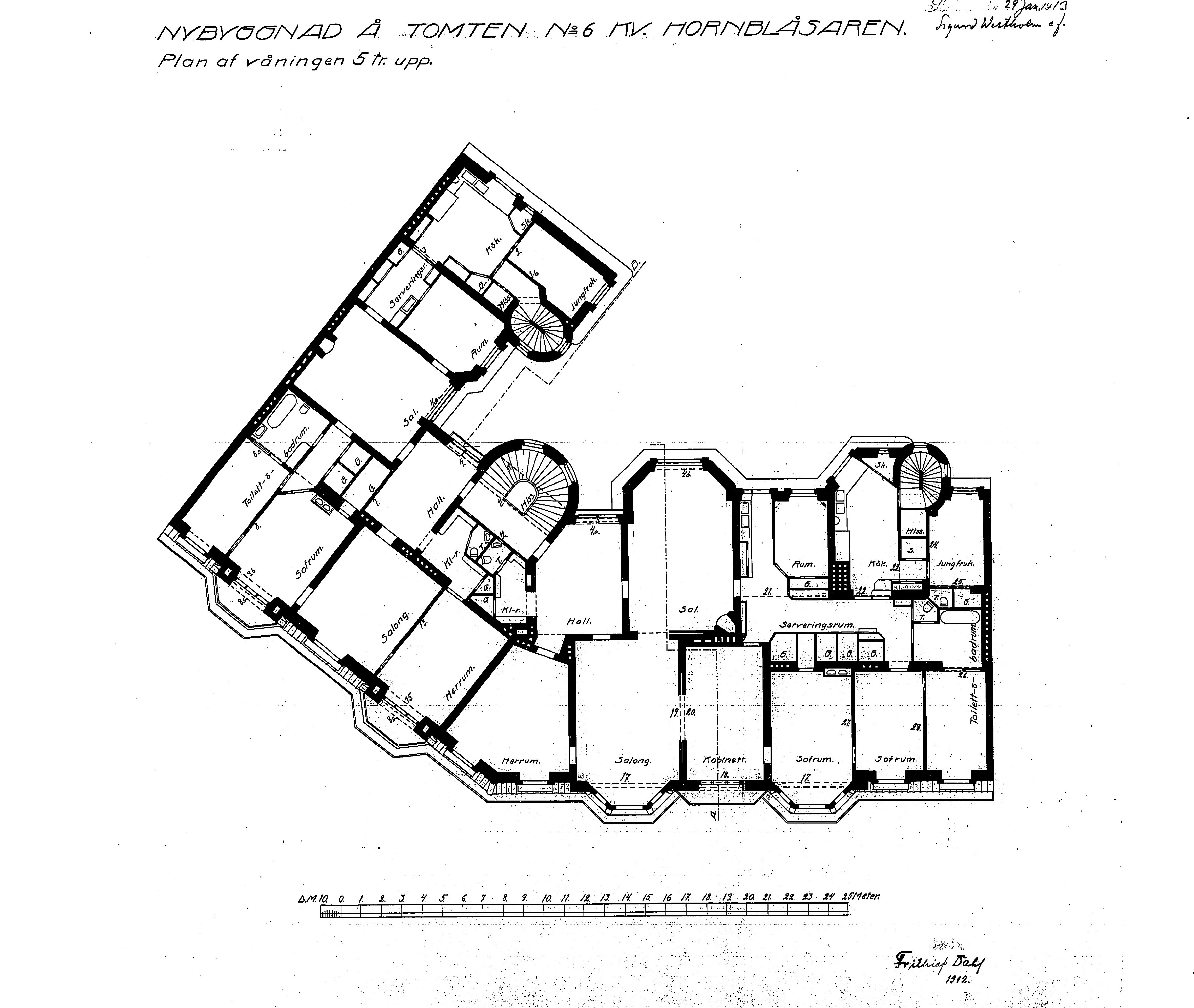
Våning 5 trappor.